# ラージャムンドリー
ラージャムンドリー（ヒンディー語：राजमुंदरी Rājamundrī、テルグ語：రాజమండ్రి Rājamaṇḍri, 英語：Rajahmundry）は、南インドのアーンドラ・プラデーシュ州、東ゴーダーヴァリ県の都市。テルグ語ではラージャマンドリという。都市名は公式にはラージャマヘーンドラヴァラム（Rajamahendravaram）である。

## 歴史
1022年、東チャールキヤ朝の君主ラージャラージャ・ナレーンドラ王が建設した。この都市はラージャマヘーンドリー（Rajamahendri）あるいはラージャマヘーンドラヴァラム（Rajamahendravaram）と名付けられた。
14世紀にはレッディ王国、15世紀にはヴィジャヤナガル王国の支配下となる。
1724年にはニザーム王国の支配下に入ったが、1753年にフランスの、1766年にはイギリスの支配下となった。  
2015年10月10日、都市の名称はラージャマヘーンドラヴァラムに改められた。